# Znaczki pocztowe w Irlandii

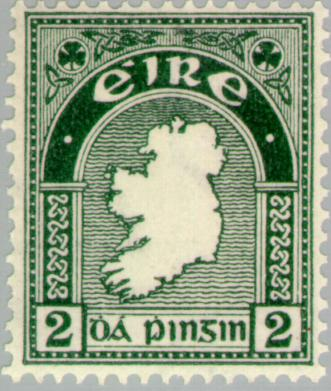
2d – Mapa Irlandii na pierwszym irlandzkim znaczku pocztowym

Znaczki pocztowe w Irlandii wydaje operator pocztowy Irlandii. Kiedy w 1840 roku wprowadzono pierwsze znaczki pocztowe, operatorem było Zjednoczone Królestwo Wielkiej Brytanii i Irlandii, w latach 1922–1937 zaś – Wolne Państwo Irlandzkie. Znaczków tych, których każde kolejne wydanie było brytyjskie, używano w Irlandii aż do objęcia władzy przez rząd Irlandii w 1922 roku. Począwszy od 17 lutego 1922 roku na istniejących brytyjskich znaczkach nadrukowywano irlandzki tekst, zapewniając w ten sposób znaczki obiegowe do czasu, kiedy udostępniono oddzielne irlandzkie wydania. Następnie nowo utworzone ministerstwo poczt i telegrafów wyprodukowało stałą serię znaczków obiegowych z krajowymi rysunkami. Znaczki te wydano 6 grudnia 1922 roku. Pierwsze z nich posiadały nominał 2d i przedstawiały mapę Irlandii (włączając Irlandię Północną, która pozostała częścią Zjednoczonego Królestwa). Od tamtego momentu wydano siedem serii znaczków obiegowych o różnych wzorach i nominałach.
Były to główne wydania przeznaczone do codziennego użytku. Znaczki okolicznościowe pojawiły się po raz pierwszy w 1929 roku. Teraz ukazują się rocznie kilka razy i upamiętniają między innymi ważne wydarzenia i rocznice, życie w Irlandii i jej kulturę oraz sławnych Irlandczyków. Niektóre znaczki obiegowe i okolicznościowe wydano w formie nie tylko zwyczajowego arkusza, ale także dodatkowo – arkusika, zeszyciku i rolki. Znaczki dopłaty i poczty lotniczej dopełniają wydania znaczków dwóch kolejnych irlandzkich instytucji wydających znaczki. Używano dwóch rodzajów znaków wodnych, jednak wydania z nadrukiem posiadały znaki brytyjskich znaczków dostarczanych przez Pocztę Brytyjską.
Oifig an Phoist, Poczta Irlandzka, była wydziałem ministerstwa poczt i telegrafów, który aż do 1984 roku wydawał wszystkie irlandzkie znaczki. Po podziale ministerstwa na dwie półpaństwowe instytucje w 1984 roku operator An Post przejął wszystkie usługi pocztowe w Irlandii, w tym wydawanie znaczków.

## Tło historyczne

### Brytyjskie znaczki używane w Irlandii

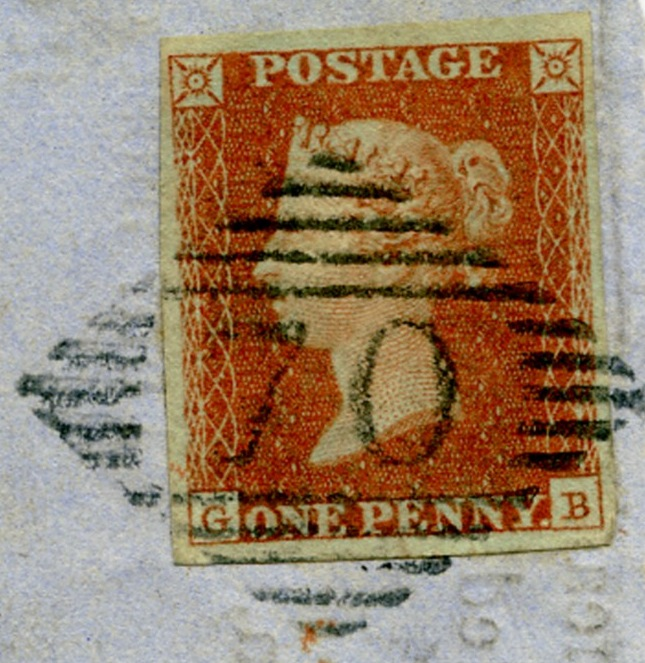
Numerowy stempel ręczny 70, identyfikujący urząd pocztowy w Boyle, na czerwonym znaczku o nominale jednego pensa z 1850 roku

W celu identyfikacji znaczków używanych w Irlandii między 1840 a 1922 rokiem należy zidentyfikować stempel pocztowy na znaczku jako należący do miasta w Irlandii. Znaczki z tego okresu określa się mianem znaczków brytyjskich używanych w Irlandii.
Od 1840 do 1844 roku znaczki o nominale 1p, w kolorze czarnym, przedstawiające podobiznę królowej Wiktorii, tzw. Penny Black, i inne wydane znaczki stemplowano datownikiem z wzorem krzyża maltańskiego. Nie ma na nich ani tekstu, ani numeru, który pomógłby w identyfikacji datowników jako irlandzkich, jednak niektóre znaki krzyży maltańskich można przypisać konkretnym irlandzkim miastom takim jak: Belfast, Eyrecourt, Cork, Hollymount, Limerick i Mullingar. Od 1844 roku umieszczano tekst lub numer identyfikujący miasto adresata. Datowniki obu rodzajów łatwiej zidentyfikować, jeżeli znaczek nadal znajduje się na całości pocztowej, ponieważ w ten sposób stempel jest w pełni widoczny. Jednakże identyfikacja miasta jest możliwa, nawet jeśli znaczek nie jest umieszczony na kopercie, o ile widać na nim wystarczającą część stempla.

### Urzędy wydające znaczki
Pomiędzy 1922 a 1983 rokiem Oifig an Phoist wydawała wszystkie znaczki w dwudziestu sześciu hrabstwach Irlandii. W tym czasie zlecała druk znaczków lub wykonanie na nich nadruku spółkom takim jak: Dollard, Thom, Irish Government Printers, Waterlow and Sons (Londyn), De La Rue and Co., Bradbury Wilkinson and Co., Ltd., (Londyn), Harrison and Sons Ltd., (Londyn) i Irish Security Stamp Printing Ltd..
Od 1984 roku An Post wydaje wszystkie irlandzkie znaczki. Choć Irish Security Stamp Printing Ltd. drukuje większość z nich, niewielką liczbę drukują również: Harrison and Sons Ltd., (Londyn), Questa, Walsall Security Printing, Prinset Pty Ltd. (Australia) i SNP Cambec (Sprintpak, Australia).

### Prekursorzy
W kręgach kolekcjonerskich terminu „prekursor” używa się zazwyczaj w stosunku do znaczków używanych w okresie, zanim dany region lub obszar wyda własne znaczki. Jednakże w irlandzkich materiałach źródłowych, np. w Podręczniku do filatelistyki irlandzkiej (Handbook of Irish Philately), terminem tym określa się polityczne bądź propagandowe nalepki. Choć niektóre z nich przypominały znaczki, nie posiadały jednak stanu prawnego i nie używano ich w Irlandii.
Irlandzcy weterani wojny secesyjnej wyprodukowali w Nowym Jorku znaczki o czterech nominałach – 1c, 3c, 24c (ciemnozielony) i 24c (bladofioletowy) – znanych jako wydanie fenianów z lat 1865–67. Kolonialny rysunek z 1893 roku uznaje się za nieoficjalny esej i klasyfikuje jako fałszywy.

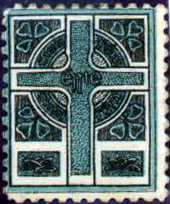
1907 Nalepka propagandowa Sinn Féin z 1907 roku, przedstawiająca krzyż celtycki

Pomiędzy 1907 a 1916 rokiem Sinn Féin, jedna z ówczesnych organizacji nacjonalistycznych, wydała nalepki propagandowe symbolizujące status narodowy Irlandii. Przepisy Poczty zabraniały używania ich jako znaczków. Pierwszy rysunek przedstawiał krzyż celtycki, podobny do znajdującego się na dwóch znaczkach obiegowych z 1923 roku, następny – sylwetkę kobiety z harfą w owalnej ramie. W 1912 roku pojawiły się nalepki z napisem Imperial Union, na których znajdował się większy rysunek harfy i kobiecej sylwetki. Uważa się, że nalepki te, wyrażające uczucia związkowców, wydrukowano w Manchesterze jako formę riposty na nalepki Sinn Féin. Po tym jak parlament przyznał Irlandii autonomię, irlandzka organizacja republikańska wydała w 1916 roku nalepki przedstawiające portrety trzech bohaterów nacjonalistycznych, zwanych Męczennikami z Manchesteru, na tle flagi Irlandii. Falsyfikaty tych nalepek występują powszechnie. Po powstaniu wielkanocnym w 1916 roku amerykańscy sympatycy wydrukowali osiem nalepek z napisem ERIE PUIST, przedstawiających wizerunki siedmiu wybitnych przywódców i jedną z rysunkiem harfy i koniczyny. Błąd w pisowni wyrazu ÉIRE mógł powstać w wyniku pośpiesznych przygotowań.
Irlandzka Armia Republikańska, która podczas irlandzkiej wojny domowej miała władzę nad większą częścią południowego obszaru kraju, w związku z brakiem znaczków wydała nalepki o nominale 1d, 2d i 6d. Wydrukowane w Corku nalepki miały zostać wystawione na sprzedaż w sierpniu 1922 roku, lecz tymczasem armia Wolnego Państwa Irlandzkiego wylądowała w pobliżu Corku i IRA przed odwrotem podpaliła własne koszary, niszcząc tym samym większość nalepek.

### Eseje

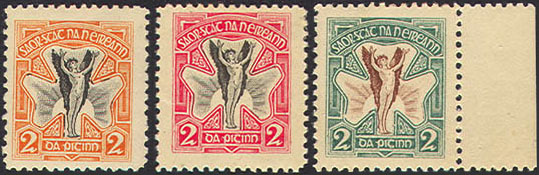
Trzy dwubarwne eseje Hely Ltd.

1 lutego 1922 roku minister poczt i telegrafów Wolnego Państwa Irlandzkiego zaprosił przedsiębiorstwa w Londynie i Dublinie do przedstawienia projektów stałego wydania znaczków obiegowych. Do marca swoje eseje przedłożyły poniższe spółki i drukarnie: Dollard Printing House Ltd., Hely Ltd., Perkins Bacon & Co. i O’Loughlin, Murphy & Boland.

## Znaczki pocztowe

### Nadruki
W 1922 roku, zanim pierwsze specjalnie zaprojektowane znaczki obiegowe były gotowe, wykonano nadruk na ówczesnych znaczkach z podobizną króla Jerzego V, co stanowiło tymczasowe rozwiązanie. Znaczki bez nadruku były wydawane i używane w Zjednoczonym Królestwie Wielkiej Brytanii i Irlandii między 1912 a 1922 rokiem. Do 1936 roku w Wielkiej Brytanii i Irlandii Północnej kontynuowano ich używanie. Trzy drukarnie posiadały kontrakt na tworzenie nadruków. Były to: Dollard Printing House Ltd., Alex. Thom & Co Ltd. i Harrison & Sons. W czerwcu 1925 roku drukarnia rządowa w Zamku Dublińskim uzyskała kontrakt i ukończyła nadruki. W 1937 roku wydano ostateczną wersję znaczków o wysokim nominale.

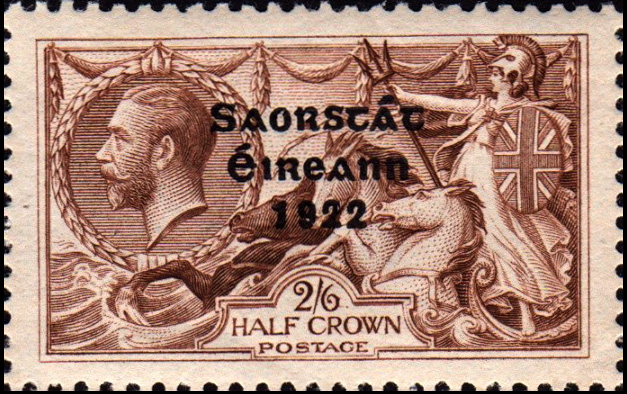
Trzy wersowy nadruk z napisem Saorstát Éireann (Wolne Państwo Irlandzkie) 1922 na znaczku z podobizną króla Jerzego V o nominale dwóch szylingów i sześciu pensów

W związku z wieloma możliwościami tworzenia nadruku, zbieranie i identyfikowanie znaczków z nadrukiem może być ciężkim zadaniem. Feldman stwierdził, że „skomplikowany plating, cieniowanie, kolory nadruku i dokładne pomiary często zniechęcają nawet najbardziej entuzjastycznych kolekcjonerów”. Na tym temacie skupiają się trzy książki lub też rozdziały katalogów, (Freeman & Stubbs, Munk i Meredith) wydawane co pięć lat. Pozycja Meredith uznawana jest za niezrównaną.
Wykonano dwa różne nadruki – przed oficjalnym ogłoszeniem 6 grudnia 1922 roku niepodległości państwa i po. Znaczki z napisem Rialtas Sealadach na hÉireann (Rząd Tymczasowy Irlandii) wydano początkowo 17 lutego 1922 roku. Dollard wykonał nadruki na ośmiu znaczkach o niskim nominale i na trzech o wysokim, natomiast Thom na czterech. Nadruk składa się z czterech wyrazów Rialtas Sealadach na hÉireann i daty 1922, ułożonych w pięć wersów szeryfowego tekstu. Znaczki bez nadruku były ważne w Irlandii do 31 marca 1922 roku.
Nadruki Saorstát Éireann (Wolne Państwo Irlandzkie) wprowadzono 11 grudnia 1922 roku. Wykorzystując pismo bezszeryfowe, Thom, Harrison i drukarnia rządowa wykonali trzywersowy nadruk. W 1934 roku pojawiły się, wykonane przez Waterlow & Sons, rytowane znaczki z podobizną króla Jerzego V o wartości nominalnej: 2/6 (dwa szylingi i sześć pensów), 5/- (pięć szylingów) i 10/- (dziesięć szylingów). Aby móc ich używać w Irlandii, w 1937 roku wykonano na nich nadruk. Była to ostatnia seria znaczków posiadająca nadruk.

### Nazwa państwa
Na znaczkach nazwę państwa zawsze pisze się w języku irlandzkim, rzadko natomiast także w angielskim. Nadruki głosiły początkowo Rialtas Sealadach na hÉireann (Rząd Tymczasowy Irlandii), później Saorstát Éireann (Wolne Państwo Irlandzkie). Na wszystkich kolejnych wydaniach znaczków pojawiała się nazwa Éire (Irlandia), choć stała się ona oficjalną nazwą państwa, dopiero gdy konstytucja z 1937 roku nabrała mocy. Wyjątek stanowią wydania z 1949 i 1950 roku opisane POBLAĊT NA hÉIREANN lub Poblacht na h-Éireann (Republika Irlandii). W Ustawie o Republice Irlandii (Republic of Ireland Act), która weszła w życie w kwietniu 1949 roku, zwrotu tego używa się jako oficjalnego opisu państwa. Jednak sama nazwa państwa pozostała niezmieniona. Fianna Fáil pokonała ustępujący rząd w wyborach z 1951 roku. Porzuciła użycie opisu, powracając do stosowania nazwy na znaczkach i w innych miejscach. Początkowo napis miał czcionkę Gaelic; od 1952 do 1979 roku, na wielu znaczkach nazwa państwa była napisana czcionką Roman i z wielkich liter. Częsta była też pisownia z pominięciem akcentu nad pierwszym „E”, czyli EIRE zamiast ÉIRE.

### Znaczki obiegowe

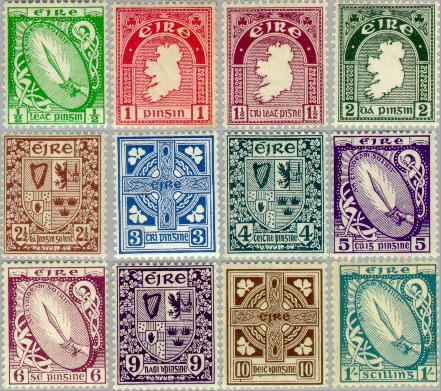
Pierwsza seria znaczków obiegowych (o niskiej wartości nominalnej) z lat 1922–23

Od 1922 roku wypuszczono siedem serii irlandzkich znaczków obiegowych. Zmianom podlegały wzory i znaki wodne (których stosowania w końcu zaprzestano). Przekształcenia systemu monetarnego – wprowadzenie w 1971 roku dziesiętnego systemu monetarnego, a w 2002 euro – znalazły swe odzwierciedlenie również na znaczkach.
Pierwsze dwanaście znaczków o niskiej wartości nominalnej do jednego szylinga wydano między 1922 a 1923 rokiem. Znaczki o wysokiej wartości (2/6, 5/- i 10/-) pojawiły się dopiero 8 września 1937 roku. Na rysunkach znajdowały się: miecz Nuady, mapa Irlandii, krzyż celtycki, herby czterech prowincji i św. Patryk. Gdy w 1968 roku wprowadzono nowe wzory, znane jako wzory Gerla i wykorzystujące motywy irlandzkiej sztuki, zaprzestano stosowania znaków wodnych i dodatkowych wartości nominalnych. Wartość serii Gerla określano początkowo w funtach szterlingach, a następnie w dziesiętnym systemie monetarnym. Oba wydania posiadały znaki wodne. Ostatecznie znaczki pojawiały się już bez znaków wodnych.
Między 1982 a 1988 rokiem wypuszczono serię ukazującą irlandzką architekturę z różnych wieków. Rysunki liniowe stworzył Michael Craig, a grafikę – Peter Wilbur. W serii znajdowało się dwadzieścia osiem znaczków o wartości nominalnej od 1p do 5£. Znaczki przedstawiające irlandzkie dziedzictwo kulturowe ukazywały się od 1990 do 1995 roku. Seria z 1997 roku prezentująca irlandzkie gatunki ptaków obejmowała przemianę systemu monetarnego z funta irlandzkiego na euro. Były to pierwsze znaczki obiegowe, których wszystkie nominały drukowano w komplecie kolorów. 9 września 2004 roku wprowadzono nowe znaczki z irlandzkimi kwiatami leśnymi i żywopłotami. Zastąpiła je wydana we wrześniu 2010 roku seria ukazująca zdjęcia zwierząt i życia morskiego.
Kilka znaczków obiegowych wydano w formie nie tylko zwyczajowych arkuszy, ale również zeszycików i rolek.

### Znaczki okolicznościowe

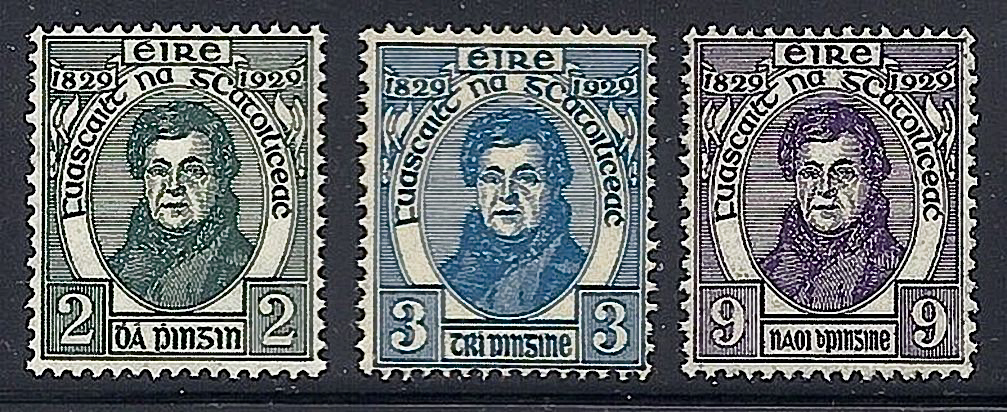
Pierwsze znaczki okolicznościowe wydane w 1929 roku

Irlandzkie znaczki pocztowe upamiętniają najważniejsze wydarzenia z kraju i ze świata, rocznice, aspekty życia w Irlandii i jej kulturę, sławnych Irlandczyków (polityków, osoby duchowne, literatów, sportowców, itp.), faunę i florę, dzieła sztuki i Boże Narodzenie. Od 1960 roku z okazji członkostwa w Europejskiej Konferencji Administracji Poczty i Telekomunikacji (European Conference of Postal and Telecommunications Administrations) są wydawane znaczki Europa.
22 czerwca 1929 roku pojawiła się pierwsza seria znaczków okolicznościowych z wizerunkiem Daniela O’Connella. Do połowy lat 90. znaczki nie mogły przedstawiać podobizny osoby żyjącej. Wyjątek stanowiły jedynie znaczki z Douglasem Hyde’em (1943 rok), Louisem le Brocquym (1977 rok) i Janem Pawłem II (1979 rok). Jednakże odstąpiono od tej polityki i od 1995 roku ukazało się kilka takich wydań przedstawiających przede wszystkim atletów. Dla przykładu, wizerunki irlandzkich sportowców tysiąclecia znajdują się na trzydziestu znaczkach, a kilku golfistów na znaczkach Pucharu Rydera z 2006 roku.

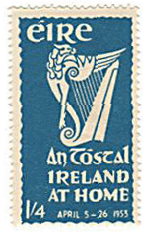
Znaczek festiwalu An Tóstal o nominale jednego szylinga i czterech pensów z 1953 roku
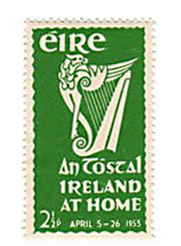
Znaczek festiwalu An Tóstal o nominale dwóch i pół pensa z 1953 roku
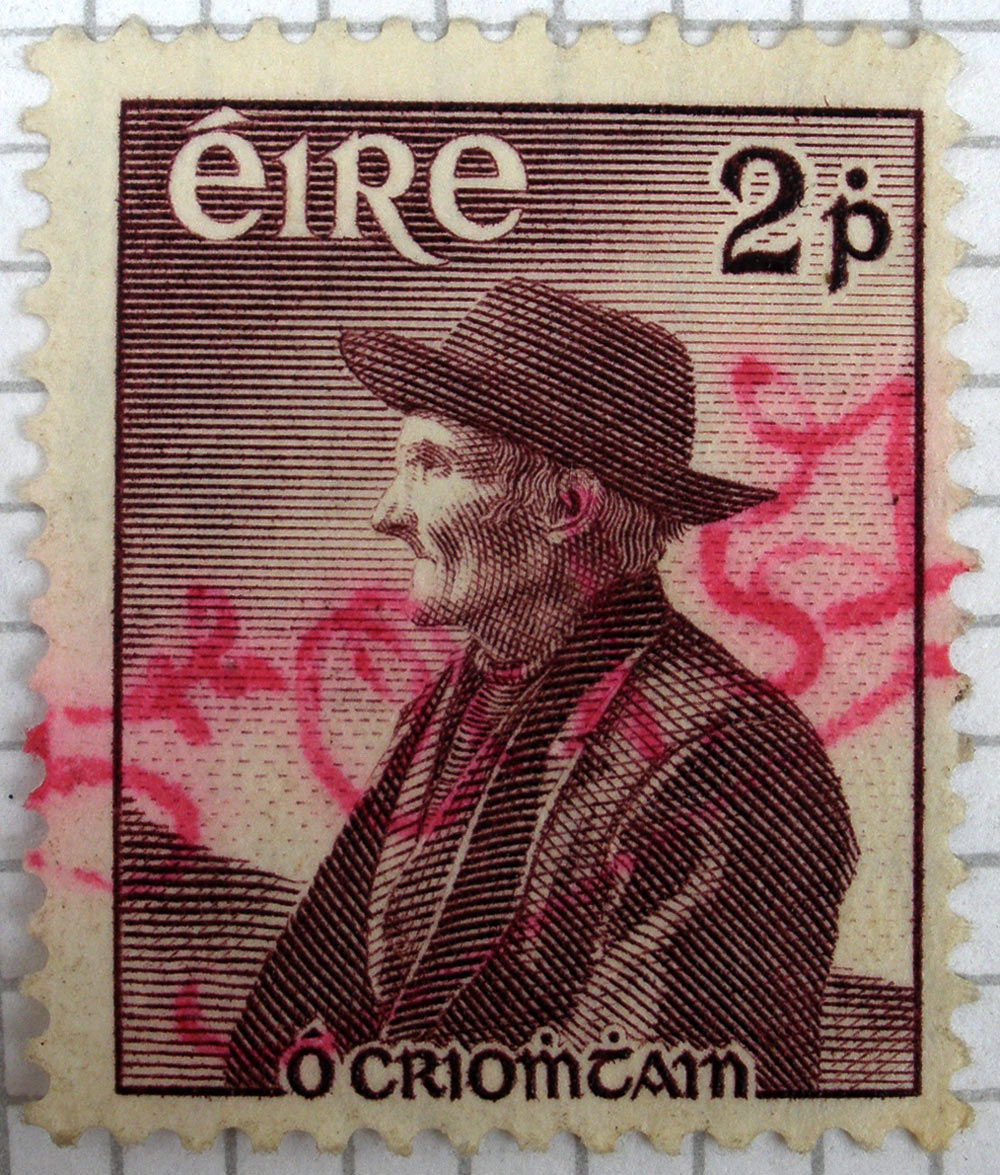
Znaczek z okazji setnej rocznicy urodzin autora Tomás Ó Criomhthain z 1957 roku

#### Arkusiki
Niektóre znaczki wydawano i sprzedawano w formie arkusików zawierających do szesnastu identycznych lub różnych znaczków. Arkusiki produkuje się zazwyczaj jako uzupełnienie wydania pojedynczych znaczków o takim samym wzorze.
W 1972 roku wydano pierwszy arkusik, który zawierał cztery znaczki przedstawiające znaczki i upamiętniał pięćdziesiątą rocznicę pierwszego irlandzkiego znaczka pocztowego. Następnie ukazał się czteroznaczkowy arkusz z okazji dwustulecia Deklaracji Niepodległości Stanów Zjednoczonych; znaczki były dostępne także pojedynczo. W 1980 roku podobnie wydano znaczki przedstawiające dziką przyrodę Irlandii.
Od 1983 roku arkusiki produkuje się coraz częściej – początkowo co najmniej jeden rocznie, a ostatnio kilka.

### Znaczki lotnicze
Między 1948 a 1965 rokiem wydano siedem irlandzkich znaczków lotniczych o nominałach: 1d, 3d, 6d, 8d, 1/-, 1/3 i 1/5. Nie ustanowiono żadnej konkretnej taryfy lotniczej dla znaczków jedno- i trzypensowych, choć na ich użycie zezwalano w korespondencji nielotniczej. Pozostałe miały wliczoną taryfę. Były to jedyne znaczki lotnicze jakie kiedykolwiek wydano, jednak wiele znaczków obiegowych i okolicznościowych opłaca taryfę pocztową usług lotniczych.

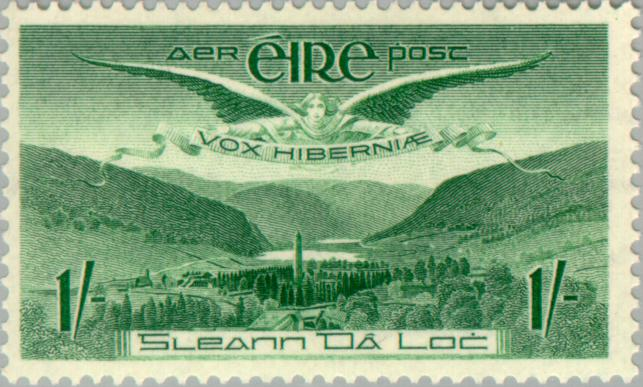
Znaczek lotniczy o nominale jednego szylinga – Vox Hiberniæ lecący nad Glendalough

Znaczki zaprojektował R.J. King, natomiast druk wklęsły do 1961 roku wykonywała spółka  Waterlow and Sons z Londynu, a później De La Rue & Co, Dublin. Rysunki przedstawiają Lot anioła Wiktora – posłańca św. Patryka – niosącego światu Głos Irlandii „Vox Hiberniæ”. Anioł leci nad czterema znanymi historycznymi punktami orientacyjnymi, z których każdy znajduje się w jednej z czterech prowincji Irlandii: Lough Derg (o wartości 3d i 8d), Rock of Cashel (o wartościach 1d, 1/3 i 1/5), Glendalough (o wartości 1/-) i Croagh Patrick (o wartości 6d). Wydrukowano je na arkuszu zawierającym sześćdziesiąt znaczków i posiadającym znak wodny „e”.

### Dopłaty
Do oznaczenia dodatkowych opłat, jakie Poczta Irlandzka nakładała na korespondencję nieposiadającą wystarczająco opłaconych znaczków, używano specjalnych nalepek. Od 1925 roku wydrukowano sześć serii, których wzór, w przeciwieństwie do koloru i znaków wodnych, nie uległ zmianie do 1980 roku. Irlandzki wyraz pingin, czyli pens, wykorzystuje się zarówno w systemie funtów, szylingów i pensów, jak i dziesiętnym systemie monetarnym. W związku z tym, że w każdym oznacza dokładnie to samo, wartość nominalna nalepki nie wskazuje, czy wydano ją przed, czy po zmianie systemu monetarnego. Dlatego też identyfikacja wydania nalepki wymaga dalszych informacji: jeżeli kolekcjoner zna datę nałożenia, rodzaj znaku wodnego i kolor, proces będzie łatwiejszy. Dla przykładu, nalepki o wartości 3d były niebieskie między 1940 a 1969 rokiem i szare od 1971 do 1980 roku; papier początkowo posiadał znak wodny, lecz w 1978 roku przestano go stosować. Ponadto, można odnaleźć dopłaty o wartości 1d, 5d, 8d w dwóch różnych kolorach w zależności od wydania, a także pół-, jedno-, dwu- i sześciopensówki ze znakiem wodnym lub bez. Na żadnym wydaniu, z wyjątkiem szóstego, które posiada napis Éire, nie określono państwa. Na pierwszych czterech wydaniach znajdują się wyłącznie wyrazy w języku irlandzkim.

#### Wydania w systemie funta szterlinga

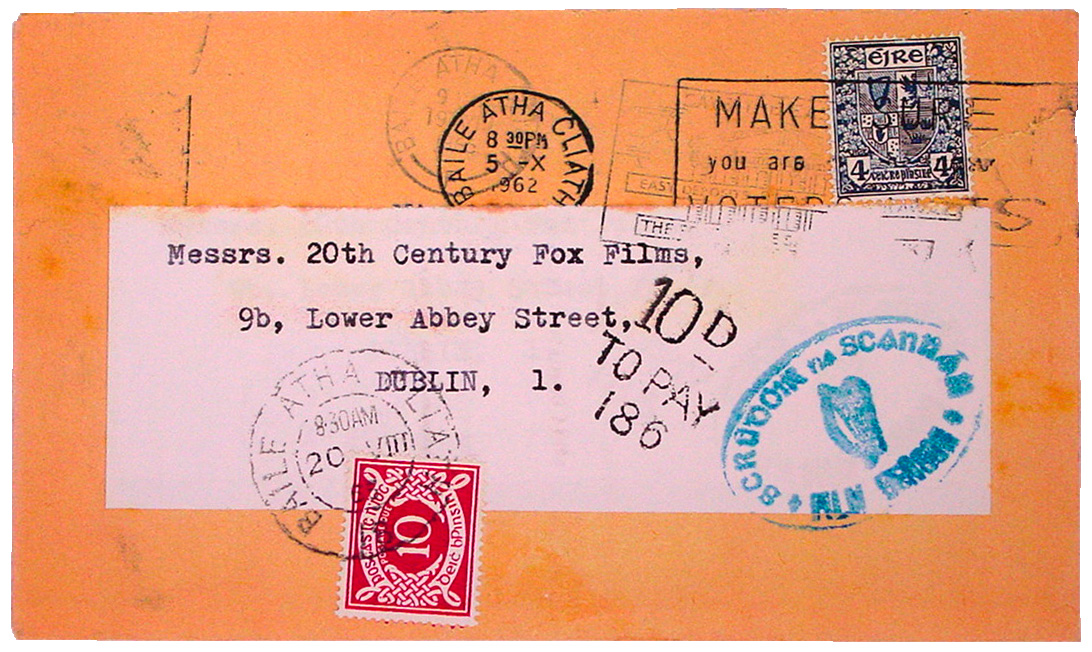
Ponownie użyta koperta z 1962 roku z nalepką dopłaty o wartości dziesięciu pensów, z poświadczonym stemplem okolicznościowym irlandzkiego urzędu klasyfikacji filmów (Oifig Aicmithe Scannán na hÉireann) wysłana do lokalnej siedziby 20th century Fox w 1965 roku

20 lutego 1925 roku ukazało się pierwsze wydanie zawierające nalepki o czterech wartościach: 1⁄2d, 1d, 2d i 6d. Drukarnia rządowa w zamku Dublińskim wykonała druk wypukły na papierze ze znakiem wodnym „se”. Wydania wydrukowano na większych arkuszach zawierających sto osiemdziesiąt nalepek i podzielonych na trzy strony po sześćdziesiąt nalepek. Drugie wydanie posiadało nalepki o dziesięciu wartościach: 1⁄2d, 1d, 11⁄2d, 2d, 3d, 5d, 6d, 8d, 10d i 1/-. Były one drukowane na papierze ze znakiem wodnym „e” między 1940 a 1969 rokiem. Pozostałe szczegóły druku pozostały bez zmian.

#### Wydania w dziesiętnym systemie monetarnym
Trzecie wydanie składało się z siedmiu nalepek o nominałach w dziesiętnym systemie monetarnym: 1p, 11⁄2p, 3p, 4p, 5p, 7p i 8p. 20 marca 1980 roku ukazał się czwarty nakład, w którym nalepki o wartości 3p, 4p i 5p zostały wydrukowane na papierze bez znaku wodnego. 20 czerwca 1980 roku wydano nowy, piąty wzór wydrukowany techniką heliograwiury, który posiadał dziesięć wartości: 1p, 2p, 4p, 6p, 8p, 18p, 20p, 24p, 30p i 50p. Arkusz miał dwie strony, na których znajdowało się po sto znaczków rozdzielonych pustopolem. 6 października 1988 roku ukazało się szóste wydanie składające się z dziesięciu nowych nalepek zaprojektowanych przez  Q Design i wydane techniką litografii na papierze bez znaku wodnego przez ISSP. Nie wyprodukowano wydań w Euro.

### Zeszyciki

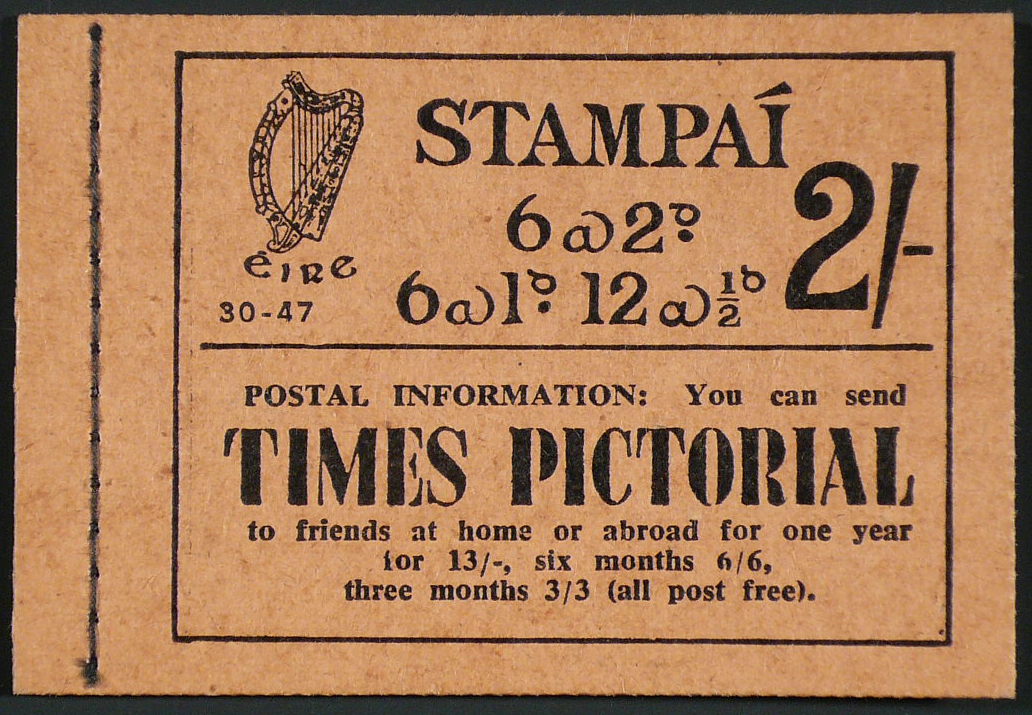
Zeszycik z 1947 roku zawierał znaczki o wartości 2/-, ukazujące numer seryjny i reklamy na połowie przedniej części

Zeszyciki znaczkowe wystawiono na sprzedaż po raz pierwszy 21 sierpnia 1931 roku. Zeszycik składał się z lekkiej tekturowej okładki zszytej z lewej strony i zawierał strony ze znaczkami (zazwyczaj cztery) i z reklamami, a także przekładki. Aż do 1956 roku połowę okładki poświęcano reklamom. Do 1963 roku na okładce znajdowały się numery seryjne: dwa numery wskazywały rok wydania i numer seryjny (w tej kolejności w początkowych wydaniach i odwróconej w późniejszych). Od 1983 roku nie zszywa się już zeszycików; strony przykleja się do złożonej na pół twardej okładki.
Do 1988 roku, kiedy wydano zeszycik Dublin Millenium, zawierający znaczki okolicznościowe, wszystkie zeszyciki zawierały tylko znaczki obiegowe. Od tamtej chwili, An Post zaczęło wydawać zeszyciki zarówno okolicznościowe, jak i obiegowe, jednak tych pierwszych ukazało się trzykrotnie więcej. W 1990 roku An Post wydało pierwszy jednostronicowy zeszycik zawierający oba rodzaje znaczków.
Wiele zeszycików można zidentyfikować po jednym nieząbkowanym brzegu, chociaż kilka ma wszystkie brzegi ząbkowane. Do 1977 roku budowa płyty drukarskiej pozwalała na druk tak i pionowych, jak i odwróconych znaków wodnych w równej liczbie, w zależności od marginesu wewnętrznego, dzielącego rzędy szósty i siódmy w arkuszach o dwunastu znaczkach na dziesięć. Margines wykorzystywano jako szew podczas składu, w związku z czym rzędy 4–6 i 10–12 musiały zostać odwrócone o 180 stopni, żeby strony można było lewostronnie zszyć.

### Znaki wodne

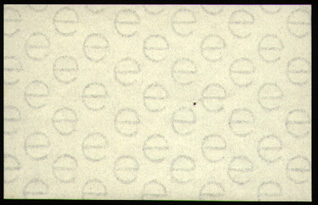
Papier ze znakiem wodnym typu „e” wykorzystywano do produkcji irlandzkich znaczków od 1940 roku

Około 1971 roku irlandzkie instytucje wydające znaczki przestały używać znaków wodnych. An Post aktualnie nie wykorzystuje już do druku znaczków papieru ze znakami wodnymi.
Irlandczycy dokonywali nadruku na znaczkach dostarczanych przez londyńskie drukarnie i posiadających znak wodny z królewskim monogramem Jerzego V. Pierwszy irlandzki znak wodny był stylizowanym wzorem przedstawiającym nachodzące na siebie litery „s” i „e”, tworzące znak wodny „se”, reprezentujący nazwę kraju – Saorstat Éireann. Znaku tego zaprzestano używać około roku 1940, kiedy nazwę kraju zmieniono na Éire. Wprowadzono znak „e”, reprezentujący Éire. Znaki wodne drukowano w tym okresie w różnych kierunkach, zależnie od tego, jak włożono papier do maszyny drukarskiej.
Około 1971 roku irlandzkie instytucje wydające znaczki zaprzestały stosowania znaków wodnych. An Post również nie wydaje współcześnie znaczków na papierze ze znakami wodnymi.

## Całostka pocztowa
Kilka wczesnych pozycji posiadało wytłoczenia, lecz większość opłaconych znaczków drukowanych powstała techniką typografii. Oddział stemplowy urzędu skarbowego w Zamku Dublińskim stosował znaki drukowane do 1984 roku, kiedy to An Post wprowadziło typograficzna metodę druku.
Całostki pocztowe drukuje się w formie kopert poleconych, pocztówek, kopert, kart listowych, papieru, aerogramów i telegrafów z różnymi wzorami znaczka drukowanego, który wskazuje, że opłata pocztowa została już uiszczona. Z wyjątkiem wczesnych brytyjskich całostek, których używano tylko przez krótki okres i które nie zostały nadrukowane tak jak znaczki, przed 1984 rokiem w przewieszkach wszystkich opłaconych znaczków drukowanych znajdowały się różne odmiany wzoru ukazującego nazwę kraju w języku irlandzkim i odpowiedni nominał, zapisany słownie i w cyfrach. Wewnątrz rysunku natomiast znajdował się wzór harfy celtyckiej. Początkowo zastąpiono go wzorem trójlistnej koniczyny, który potem przekształcił się w logo, wykorzystywane przez An Post od 1984 roku, z trzema falistymi liniami i napisem POST. An Post wykorzystywała także wzory oparte na opłaconych znaczkach drukowanych na irlandzkich całostkach pocztowych.

### Całostki urzędowe

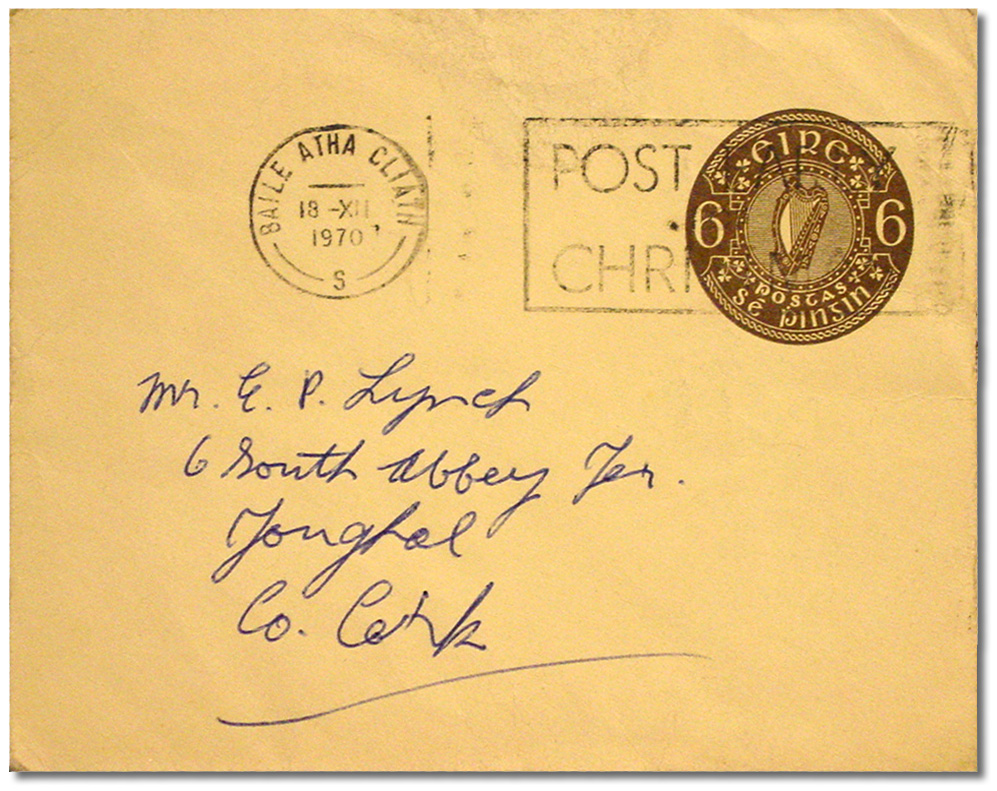
Koperta całostki urzędowej z opłaconym drukowaniem o nominale 6d, uiszczająca opłatę za krajową taryfę za pocztę zbiorczą z Dublina do Youghal w hrabstwie Cork

Po odzyskaniu niepodległości wydrukowano na zielonym papierze kopertę poleconą o wartości 5p i formularz telegramu o wartości 1s, z wizerunkiem Króla Jerzego V, których używałoby się do chwili wprowadzenia produktów krajowych. W Irlandii drukowano telegramy tylko o wartości 1/- i 1/6. Koperty polecone były o różnych rozmiarach i wartościach. Drukowane (ale nieostemplowane) koperty polecone były produkowane przez prywatne przedsiębiorstwa i przechowywane w urzędach pocztowych do momentu, kiedy były potrzebne, więc pochodzące z różnych lat koperty, na których widniały nieobowiązujące już opłaty, często otrzymywały drukowany znaczek z aktualną taryfą. Zabieg ten przyczynił się do zwiększenia liczby rodzajów kopert, jakie można zbierać. Inne produkty, takie jak okazjonalne i specjalne wydania pocztówek, np. z okazji Dnia Św. Patryka, także posiadały odbite znaki.
Do 1987 roku formularze aerogramów, produkowane bez naddanej opłaty, można było dostać za darmo w urzędach pocztowych po uiszczeniu opłaty dla odpowiedniej taryfy za zakup znaczka potrzebnego do nadania aerogramu. Większość aerografów sprzedawano po cenie trochę wyższej niż w obowiązującej wtedy taryfie pocztowej.

### Całostki drukowane na zlecenie
Specjalne przywileje pocztowe umożliwiały spółkom, stowarzyszeniom i osobom prywatnym przedkładać własne wzory i ponowne wydania kopert, kartek, listowników, itp. Poczcie Irlandzkiej do odciśnięcia urzędowego opłaconego znaku. Koperty z okienkiem były popularne w przypadku korespondencji w taryfie za pocztę zbiorczą. Najczęstszym klientem było przedsiębiorstwo Electricity Supply Bard, które przez ponad czterdzieści lat używało poczty zbiorczej i specjalnych kart informujących o spotkaniach. Całostek drukowanych na zlecenie używali także: Blackrock College, Córas Iompair Éireann, Esso, Great Northern Railway i John Player & Sons z siedzibą w  Dublinie. Jednak tego rodzaju koperty nie zachowały się. Prawdopodobnie An Post wycofało te przywileje bez publicznego zawiadomienia, ponieważ odkąd przejęło Pocztę Irlandzką w 1984 roku, rzadko spotyka się całostki drukowane na zlecenie, a Jung odnotowuje tylko pięć używających ich instytucji. Pomiędzy 1963 a 2000 rokiem sześć instytucji produkowało niewielką liczbę przedmiotów związanych z filatelistyką.

## Kolekcja irlandzkich znaczków
Nowe wydania irlandzkich znaczków można kupić w urzędzie filatelistycznym An Post w głównej siedzibie Poczty w Dublinie. Edycje okolicznościowe i specjalne znaczków są zazwyczaj dostępne przez rok od daty wydania. Do połowy lat 60. irlandzka polityka wydawania znaczków była bardzo konserwatywna. Rocznie ukazywało się tylko kilka nowych znaczków – do czterech lub pięciu okolicznościowych o dwóch wartościach nominalnych. Uaktualnione lub nowe znaczki obiegowe pojawiały się sporadycznie. Od lat 70. liczba produkowanych znaczków znacząco wzrosła.
Niektórzy kolekcjonerzy starają się zdobyć podstawową kolekcję powszechniej dostępnych znaczków z 1922 roku i młodszych, co może być trudnym zadaniem w związku z liczbą wydanych egzemplarzy. Wielu kolekcjonerów skupia się na jednym rodzaju znaczka – okolicznościowym bądź obiegowym – albo jednym wydaniu, np. znaczkach obiegowych z serii Gerla. Koperty pierwszego dnia obiegu, zwłaszcza te okolicznościowe z przyklejoną pełną serią znaczków, są popularne, jednak starsze edycje trudno odnaleźć, ponieważ w wielu wydaniach z wczesnego okresu (1929–1940) wydrukowano mniej niż milion znaczków o  wysokiej wartości. Dla porównania, znaczków o niskiej wartości wydrukowano w tym samym czasie ponad dwadzieścia milionów.
Złożone wydania znaczków z nadrukiem, bardzo popularnych w początkowych latach ich produkcji, stanowią ogromne filatelistyczne wyzwanie dla doświadczonych kolekcjonerów.

### Systemy numerowania
Poczta Irlandzka nigdy nie opublikowała oficjalnego systemu numerowania wydawanych znaczków, dlatego też kolekcjonerzy używają systemów z najbardziej popularnych katalogów, takich jak: Stanley Gibbons, Scott, MacDonnell Whyte, MDW (ostatnie wydanie w 1991 roku), Hibernian czy Michel. Systemy te jednak różnią się od siebie, co powoduje zmiany w kolejności znaczków na listach. W rezultacie, niektóre znaczki – zazwyczaj te, o których wydawcy sądzą, że nie przynależą do powszechnego katalogu –  nie znajdują się na wszystkich listach. Na przykład, pierwszy irlandzki znaczek, Mapa Irlandii o nominale 2d, wydany w 1922 roku, został oznaczony numerem 68 przez Scotta, 43 przez Michela, D4 przez Hiberniana i MacDonnell Whyte’a oraz 74 przez Stanleya Gibbona.
Kolekcjonerzy zazwyczaj używają katalogów wydanych w ich własnym regionie i języku. A zatem w Stanach Zjednoczonych najpopularniejszy jest Scott, o czym świadczy stosowanie jego numeracji podczas amerykańskich aukcji katalogów znaczków. W Anglii i Irlandii powszechna jest numeracja Stanley Gibbonsa (brytyjskiego wydawcy), gdyż to on produkuje w tych krajach katalogii. Doświadczeni kolekcjonerzy używali katalogów Davida Feldmana publikowanych między 1978 a 1991 rokiem, nazwanych później MacDonnell/ Feldman, a potem MacDonnellWhyte oraz katalogów Hyberniana (edycji z 1972, 1976, 1980, 1983, 1985, 1986, 2002 i 2009 roku).

### Stowarzyszenia filatelistyczne
Stowarzyszenia lokalne
- Dublin Stamp Society, stowarzyszenie filatelistyczne w Dublinie, założone w 1948 roku[48].
- Irish Philatelic Society, założone ponad wiek temu irlandzkie stowarzyszenie filatelistyczne, które rozpoczęło działalność pod nazwą Irish Philatelic Club. Pierwsze spotkanie odbyło się w Dublinie 1 lutego 1901 roku, wzięło w nim udział dziewiętnastu ludzi, którzy odpowiedzieli na ogłoszenie w Irish Times[49].

Stowarzyszenia międzynarodowe
- Éire Philatelic Association, irlandzkie stowarzyszenie z siedzibą w Stanach Zjednoczonych[50].
- Irish Philatelic Circle, irlandzkie stowarzyszenie w Wielkiej Brytanii.
- Forschungs- und Arbeitsgemeinschaft Irland e.V., irlandzkie stowarzyszenie w Niemczech.

Katalogi znaczków
- Hugo Michel
- Scott
- Stanley Gibbons
- Yvert